# Oleksandr Zavarov
Oleksandr Anatoljevitsj Zavarov (Oekraïens: Олександр Анатолійович Заваров) (Loehansk, 20 april 1961) is een voormalig Oekraïens profvoetballer en huidig (assistent)-voetbaltrainer. In 1986 werd de aanvallende middenvelder verkozen tot beste voetballer van de Sovjet-Unie en Oekraïens voetballer van het jaar. Daarnaast eindigde hij op de zesde plaats van de Europees voetballer van het jaar-verkiezing. Zavarov wordt beschouwd als een van de beste spelers uit de historie van de Sovjet-Unie en Oekraïne. Als speler werd zijn naam steevast in het Russisch geschreven en was hij bekend als Aleksandr Zazarov.

## Carrière
Zavarov startte zijn carrière bij het plaatselijke Zarja Vorosjilovgrad (het huidige Zorja Loehansk). Nadien speelde de middenvelder bij SKA Rostov, totdat hij in 1982 een contract tekende bij Dynamo Kiev, dat onder leiding stond van de legendarische Valeri Lobanovsky. Met Dynamo Kiev won Zavarov de Europacup II (1986), waarbij hij zelf in de finale scoorde, twee landskampioenschappen (1985 en 1986) en drie nationale bekers (1981, 1985 en 1987).
In 1988 bereikte Zavarov met de Sovjet-Unie - dat voornamelijk bestond uit spelers van Dynamo Kiev, zoals Oleksij Mychajlytsjenko, Oleg Protasov en Ihor Bilanov - de finale van het EK voetbal 1988. Daarin verloor het met 2-0 van Nederland, door doelpunten van Ruud Gullit en Marco van Basten. Na het EK voetbal openden de grenzen van de Sovjet-Unie zich en mochten voetballers de overstap maken naar Europese clubs. Zavarov was een van de eerste spelers die vertrok en tekende een contract bij Juventus. Met de Italiaanse topclub legde hij in 1990 beslag op de Coppa Italia en UEFA Cup, maar in het algemeen was zijn eigen inbreng minimaal. Net zoals vele andere Sovjet-spelers die destijds de overstap maakten naar Europa mislukten zij stuk voor stuk.
In 1990 werd Zavarov vrijgegeven door Juventus, nadat hij een jaar eerder al tevergeefs was aangeboden aan Genoa en Atalanta Bergamo. Zavarov tekende daarop een contract bij de Franse promovendus AS Nancy. In Frankrijk sloot Zavorov zijn voetbalcarrière vervolgens af en werd hij trainer.

## Erelijst
Met SKA Rostov:
- USSR voetbalbeker: 1981

Met Dynamo Kiev:
- Top Liga: 1985 en 1986
- USSR voetbalbeker: 1985 en 1987

Individuele prijzen:
- Sovjet-Russisch voetballer van het jaar: 1986
- Oekraïens voetballer van het jaar: 1986